# Waléran II de Luxembourg-Ligny
Pour les articles homonymes, voir Roussy.
Waléran II ou Walram II de Luxembourg, né vers 1275, mort après 1354, fut seigneur de Ligny, de Roussy et de Beauvoir de 1288 à 1366. Il était fils de Waléran Ier, comte de Ligny, et de Jeanne de Beaurevoir.
Il vendit en 1316 la ville de Deinze au comte de Flandre Robert III de Flandre lequel la donne en partage à Robert de Cassel en 1320.

## Union et postérité
Il épousa Guyotte de Haubourdin (v. 1275 † 1338), châtelaine de Lille, fille de Jean IV et de Béatrix de Clermont, elle-même fille de Simon de Clermont-Nesle, régent du royaume sous Saint Louis, (Maison de Clermont-Nesle), et eut :
- Jean Ier (1300 † 1364) seigneur de Ligny, de Roussy et de Beauvoir ;
- Waléran ;
- Jacques ;
- Catherine.

En 1348, la branche aînée de la maison de Limbourg, représentée par les comtes de Berg s'éteignit, et Waléran II obtint de son cousin Charles IV de Luxembourg, empereur germanique, le droit de reprendre leurs armoiries.